# Кема (станция)
Кема — железнодорожная станция Монзенской железной дороги, конечный пункт главного хода. Расположена в 238 километрах от Вохтоги. Названа по одноимённой реке.

## История
В середине 1980-х годов Монзенская железная дорога активно продлевалась. Планировалось продлить её до Никольска, а на отдалённую перспективу и до Великого Устюга, а затем продать дорогу сети бывшего МПС. Стройка велась исключительно в экономических целях. До распада СССР дорогу удалось довести лишь до 240 километра (в 2-3 километрах восточнее станции Кема). В начале 1990-х стройка была остановлена, построенные пути восточнее Кемы, были разобраны. Сама же станция была официально принята в эксплуатацию в 1992 году.

## Описание
Станция представляет собой полузаброшенный двухпутный разъезд, пути которого заросли травой. Несмотря на заброшенность, дежурный по станции продолжает работать. Перегон Юза — Кема наполовину пробивается через заросли деревьев, скорость ограничена до 15 километров в час. На самом перегоне сохранился кузов от секции СД, использовавшийся как бытовка для строителей дороги.

## Деятельность
По состоянию на 2001 год, по станции Кема производилась погрузка леса, производимого Никольским леспромхозом в вагоны, отправляемые по дороге на вывоз. К станции планировалось подвести 17-километровую автодорогу от посёлка Борок. К 2004 году грейдерная автодорога была готова, и перевозки по перегону Юза — Кема прекратились.
По состоянию на август 2010 года станция не действует. До Кемы раз в три месяца ездят путейцы, появляются мотовозы с энтузиастами-любителями железнодорожного транспорта.
По состоянию на июнь 2013 года ожидался демонтаж перегона Юза — Кема, который так и не состоялся. В 2018 году предпринимались попытки возобновления погрузки леса.